# Vrbovka nicí
Vrbovka nicí (Epilobium nutans) je druh rostliny z čeledi pupalkovité (Onagraceae).

## Popis
Jedná se o vytrvalou rostlinu dosahující výšky nejčastěji 5–20 cm. Oddenky jsou krátké, v létě se vytváří nadzemní plazivé, na konci vystoupavé výběžky. Lodyha je jednoduchá, nevětvená, na bázi vystoupavá, dole lysá, nahoře pýřitá, se 2 (zřídka 4) sbíhajícími liniemi od listů, vrchol bývá často převislý. Dolní Listy jsou vstřícné, střední a horní střídavé, přisedlé, dolní krátce řapíkaté. Čepele jsou nejčastěji vejčité, vejčitě kopinaté až podlouhlé, lysé, asi 1–3 cm dlouhé a 0,2–0,8 cm široké, celokrajné nebo horní až nevýrazně zubaté, nanejvýš s 6 zuby na každé straně listu. Květy jsou uspořádány v květenstvích, vrcholových hroznech a vyrůstají z paždí listenu, květenství je chudé, obsahuje nejčastěji 2–4 květy. Květy jsou čtyřčetné, kališní lístky jsou 4, nejčastěji 2–2,5 mm dlouhé. Korunní lístky jsou taky 4, jsou nejčastěji 3–6 mm dlouhé, na vrcholu mělce vykrojené, světle fialové barvy. Ve střední Evropě kvete nejčastěji v červenci až v srpnu. Tyčinek je 8 ve 2 kruzích, prašníky jsou asi 0,6 mm dlouhé. Semeník se skládá ze 4 plodolistů, je spodní, čnělka je přímá, blizna je celistvá, kyjovitá. Plodem je 3,5–4 cm dlouhá tobolka, přitiskle chlupatá, později olysává, v obrysu čárkovitého tvaru, čtyřhranná a čtyřpouzdrá, otvírá se 4 chlopněmi, obsahuje mnoho semen. Semena jsou cca 1,0–1,5 mm dlouhá, úzce vějcovitě vřetenovitá, k oběma koncům zúžená, na vrcholu s chmýrem a průsvitným límečkovitým přívěskem, osemení je jemně papilnaté. Počet chromozómů je 2n=36.

## Rozšíření ve světě
Vrbovka nicí je druh evropských hor, který roste v Pyrenejích, Alpách, Francouzském středohoří, Vogézách, pohoří Černý les, v některých hercynských pohořích a západních a východních Karpatech.

## Rozšíření v Česku
V ČR je to vzácný druh horských pramenišť a mokvavých nebo až zrašelinělých skal. Je známa ze Šumavy, Krušných hor, Jizerských hor, Krkonoš, Orlických hor, Králického Sněžníku a Hrubého Jeseníku.